# Oscaecilia koepckeorum
Oscaecilia koepckeorum é uma espécie de anfíbio gimnofiono da família Caeciliidae.
É endémica do Peru.
O seu habitat natural é presumivelmente subterrâneo e ocorre em florestas tropicais de baixa altitude.